# 拉丁美洲经济体系
拉丁美洲和加勒比经济体系（Sistema Económico Latinoamericano y del Caribe）是成立于1975年10月的一个组织，該組織的宗旨是促进拉丁美洲和加勒比地区国家之间的经济合作。 截至20世纪90年代初，該組織共有28个成員。該組織參與了關稅暨貿易總協定谈判，最终达成了新的全球贸易协议，并最終促使世界贸易组织成立。拉丁美洲经济体系的秘书处位于卡拉卡斯。

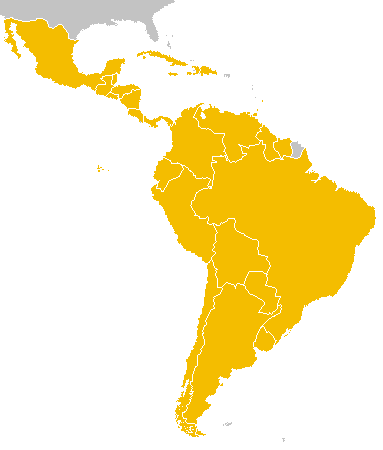
拉丁美洲经济体系成员国